# Ferran Sarsanedas
Ferran Sarsanedas Soler (Amer, 11 de febrero de 1997) es un futbolista español que juega de centrocampista en el C. F. Vilanova i la Geltrú de la Tercera Federación.

## Trayectoria
Comenzó su carrera deportiva en el F. C. Barcelona "B" en 2016, cuando debutó el 27 de agosto frente al Hércules de Alicante en un partido de la Segunda División B. Esa temporada lograron el ascenso a Segunda División, lo que le permitió debutar como futbolista profesional el 29 de agosto de 2017, en la derrota del filial culé por 0-3 ante el C. D. Tenerife. En total jugó 13 encuentros en la categoría de plata.
En 2021 abandonó el F. C. Barcelona después de que finalizase su contrato. Entonces estuvo más de un año sin equipo, hasta que en septiembre de 2022 fichó por el Elche Ilicitano C. F. Se marchó a final de temporada y en el mes de julio se incorporó a los entrenamientos del C. E. Sabadell F. C. antes de unirse a la A. E. Prat en septiembre.
En junio de 2025 fichó por el C. F. Vilanova i la Geltrú para su temporada de debut en la Tercera Federación.

## Selección nacional
Fue internacional sub-16 y sub-17 con la selección de fútbol de España.

## Clubes
| Club                       | País   | Año       |
| -------------------------- | ------ | --------- |
| F. C. Barcelona "B"        | España | 2016-2021 |
| Elche Ilicitano C. F.      | España | 2022-2023 |
| A. E. Prat                 | España | 2023-2025 |
| C. F. Vilanova i la Geltrú | España | 2025-     |